# XMM-Newton
XMM-Newton (англ. X-ray Multi-Mirror Mission рентгеновская многозеркальная миссия) — космический рентгеновский телескоп, созданный Европейским Космическим Агентством (ЕКА) совместно с НАСА.
Запущен на орбиту 10 декабря 1999 года с помощью ракеты-носителя «Ариан 5».
Введен в эксплуатацию 1 июля 2000. Расчётный срок эксплуатации в 2 года неоднократно продлевался.

## Описание
Аппарат весит 3800 кг и имеет длину 10 м. 
На его борту размещены три рентгеновских телескопа, разработанных Media Lario в Италии, каждый из которых имеет 58 концентрических зеркал Вольтеровского типа.
Обсерватория также оборудована тремя фотон-регистрирующими камерами (англ. European Photon Imaging Cameras — EPIC), которые способны улавливать излучение от 0,2 КэВ до 12 КэВ.

## Научные результаты
В 2010 г. зафиксировано столкновение двух групп галактик, которые объединяли в себе тысячи отдельных галактик и многие миллиарды звёзд.
По состоянию на май 2018 года было опубликовано около 5600 научных статей либо о XMM-Newton, либо о полученных им научных результатах.